# 南湾街道 (信阳市)
南湾街道，是中华人民共和国河南省信阳市浉河区下辖的一个乡镇级行政单位。

## 行政区划
南湾街道下辖以下地区：
南湾街社区、南湾村、肖家河村、二号桥村、郑家冲村、石山嘴村、松树坦村、谭庙村、二十里桥村和贤山村。